# 초공간 (공상과학)

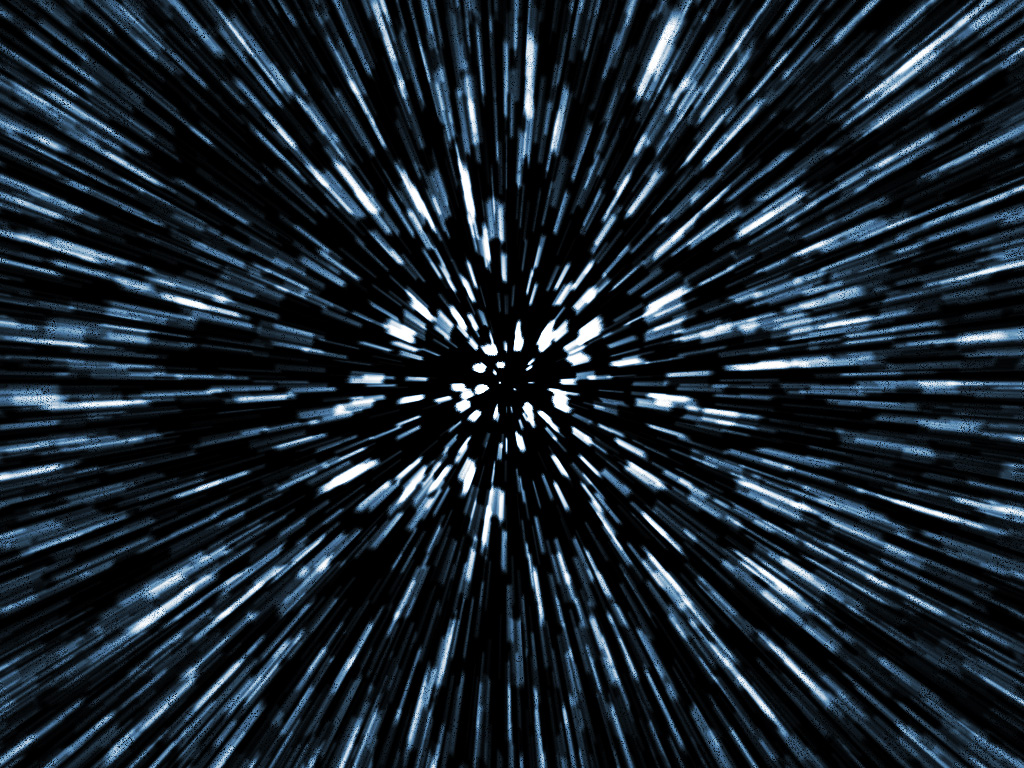

초공간(招空間) 또는 하이퍼스페이스(영어: hyperspace)는 공상과학에 등장하는 전투기가 초광속(FTL)으로 비행하게끔 하는 기술로서 거대한 함선부터 작은 침투선에까지 여러 비행체에 장착될 수 있다. 몇몇의 비행기들은 하이퍼스페이스를 위해 특수한 보조 비행도구를 이용하여야 한다.

## 같이 보기
- 초공간 도약(hyperspace jump)
- 워프 항법
- 순간이동(텔레포테이션)
- 축지법
- 이온 드라이브(이온엔진)
- EmDrive
- 타키온
- 암흑물질
- 별난 물질
- 초공간(超空間, superspace) - 수학/물리학 개념으로서 공상과학의 '초공간'과는 다르다